# Lupinus kunthii
Lupinus kunthii là một loài thực vật có hoa trong họ Đậu. Loài này được J. Agardh miêu tả khoa học đầu tiên năm 1835.